# 전주팔복초등학교
전주팔복초등학교는 대한민국 전북특별자치도 전주시 덕진구 여의동2가에 있는 공립 초등학교다.

## 학교 연혁
- 1958년 7월 18일 전주팔복국민학교 개교
- 1984년 3월 1일 병설유치원 및 특수학급 신설
- 1994년 1월 21일 신축학교로 이전
- 1996년 3월 1일 전주팔복초등학교로 개칭
- 2021년 1월 8일 제62회 졸업식(총 10363명)
- 2021년 3월 1일 초등 7(특수1)학급, 유치원 1학급 편성
- 2021년 12월 31일 제63회 졸업식 남학생7, 여학생5 합계 12명 졸업(총 10375명)
- 2022년 3월 1일 초등 7학급(특수1), 유치원 1학급 편성
- 2023년 1월 4일 제64회 졸업식 남학생7, 여학생4 합계 11명 졸업(총 10386명)
- 2023년 3월 1일 초등 7학급(특수1),유치원 1학급 편성
- 2023년 9월 1일 제26대 김명숙 교장 부임
- 2024년 1월 5일 제65회 졸업식 남학생9, 여학생8 합계 17명 졸업(총 10403명)
- 2024년 2월 29일 병설유치원 폐원
- 2024년 3월 4일 초등 7학급(특수1) 편성
- 2028년 7월 18일 개교 70주년

## 학교 상징
- 교목 - 이팝나무
- 교화 - 장미
- 교조 - 비둘기

## 참고 자료
- 전주팔복초등학교 - 한국교육학술정보원 학교알리미